# Mort à vendre
Mort à vendre ("La morte in vendita") è un film del 2011 diretto da Faouzi Bensaïdi. È stato premiato nel 2012 al Festival internazionale del cinema di Berlino e al Festival nazionale del cinema del Marocco e concorre come miglior film africano al 22º Festival del cinema africano, d'Asia e America Latina di Milano 2012. È stato inoltre selezionato dal Festival internazionale del cinema di Abu Dhabi 2011, dal Festival internazionale del cinema di Toronto 2011 e dal Festival internazionale del cinema di Berlino 2012.

## Trama
Giovani alla deriva sotto il cielo plumbeo di Tétouan, città portuale del Marocco, Malik, Allal e Soufiane sono piccoli criminali disperati, che cercano di sfuggire da una vita di miseria materiale e morale. Tutti e tre si ritrovano in modo diverso senza via d'uscita: Malik è innamorato della prostituta Dounia e per aiutarla accetta di collaborare con un ispettore corrotto, Allal spaccia droga ed ha la polizia alle calcagna, Soufiane sfoga la sua rabbia abbracciando la causa dell'integralismo. I tre amici decidono di tentare un colpo in una gioielleria per darsi un'ultima chance.

## Riconoscimenti
- 2002 - Festival internazionale del cinema di Berlino
  - Premio CICAE Panorama
- Festival nazionale del cinema del Marocco
  - Premio Speciale della Giuria